# 제1대 섀프츠베리 백작 앤서니 애슐리쿠퍼
제1대 섀프츠베리 백작 앤서니 애슐리쿠퍼(영어: Anthony Ashley Cooper, 1st Earl of Shaftesbury, 1621년 7월 22일 - 1683년 1월 21일)는 영국의 정치인으로 휘그당의 창시자이다. 존 로크의 후원자였다.
그는 청교도 일부를 이끌고 비국교도와 상인들과 연계하여 요크 공작인 제임스의 왕위계승권을 배제하는 법안을 여러 번 제출하였으나 실패하였다. 이런 일로 반역죄로 체포되었지만 무죄판결을 받았다. 그 이후 그와 그의 추종자들이 휘그당으로 불리게 되어 그 반대에 해당하는 토리당과 함께 영국 정치 역사에서 근대적인 양당 정치가 본격적으로 시작되었다.